# Potthastia longimanus
Potthastia longimanus är en tvåvingeart som beskrevs av Jean-Jacques Kieffer 1922. Potthastia longimanus ingår i släktet Potthastia, och familjen fjädermyggor. Arten är reproducerande i Sverige.